# Elektrokemi
Elektrokemi er en gren af fysisk kemi, der behandler forholdet mellem elektriske potentialeforskellige og den identificerede kemiske ladning. Disse reaktioner involverer elektroner, de rbevæger sig via en elektronisk ledende fase (typisk, men ikke altid, som en elektrofri plettering) mellem elektroder adskilt af en ionisk ledende og elektronisk isoleret elektrolyt (eller ionisk specie i en opløsning).
Når en kemisk reaktion drives af en elektronisk potentialeforskel, som i elektrolyse, eller hvis en potentialeforskel resulterer i en kemisk reaktion, som i et batteri eller en brændselscelle, kaldes det en elektrokemisk reaktion. Til forskel fra gængse kemiske reaktioner, så bliver elektroner ikke overført direkte mellem atomer, ioner eller molekyler, men via førnævnte elektronisk ledende kredsløb. Dette fænomen adskiller en kemisk reaktion fra en konventionel kemisk reaktion.
Forståelsen af elektronisk betydninger i kemi begyndte i 1500-tallet. Her brugte den engelske videnskabsmand William Gilbert 17 år på at eksperimentere med magnetisme og i mindre grad også elektricitet. Han blev kendt som "Magnetismens Fader" for sit arbejde med dette, og han opdagede forskellige metoder til at fremstillet og gøre magneter stærkere.
Den tyske fysiker Otto von Guericke fremstillede den første elektriske generator, der kunne producere statisk elektricitet i 1663.
I 1830'erne grundlagde engelske kemiker John Daniell og den engelske fysiker Michael Faraday den moderne elektrokemi.